# Теребежка
Теребежка — река в России, протекает в Любытинском районе Новгородской области и Бокситогорском районе Ленинградской области. Левый приток Воложбы, бассейн Сяси.
Длина реки — 45 км, площадь водосборного бассейна — 185 км².
Название — от глагола «теребить» — расчищать землю из-под леса под пашни.

## География
Теребежка начинается в болоте северо-западнее Никулинского озера. Течёт на север, затем на запад, на левом берегу расположены деревни Домославль и Клишино. За ними снова поворачивает на север, пересекает границу Ленинградской области и принимает левый приток Сапину. За устьем Сапины на левом берегу деревня Бочево, ещё ниже — Гостихино. Теребежка впадает в Воложбу в 46 от устья последней, около деревни Болото.

## Данные водного реестра
По данным государственного водного реестра России относится к Балтийскому бассейновому округу, водохозяйственный участок реки — Сясь, речной подбассейн реки — Нева и реки бассейна Ладожского озера (без подбассейна Свирь и Волхов, российская часть бассейнов). Относится к речному бассейну реки Нева (включая бассейны рек Онежского и Ладожского озера).
Код объекта в государственном водном реестре — 01040300112102000018136.